# Saori Obata
Saori Obata (小畑沙織?, Obata Saori; Tokyo, 23 aprile 1978) è un'ex tennista giapponese.

## Carriera
In carriera ha vinto un titolo di doppio, il Kroger St. Jude International and the Cellular South Cup nel 2003, in coppia con la connazionale Akiko Morigami. Nei tornei del Grande Slam ha ottenuto il suo miglior risultato raggiungendo il terzo turno nel singolare agli US Open nel 2003 e agli Australian Open nel 2004.
In Fed Cup ha disputato un totale di 17 partite, collezionando 12 vittorie e 5 sconfitte.

## Statistiche

### Singolare

#### Finali perse (1)
| Numero | Anno            | Torneo                  | Superficie | Avversaria in finale   | Punteggio |
| 1.     | 12 ottobre 2003 | Tashkent Open, Tashkent | Cemento    | Virginia Ruano Pascual | 2-6, 6-7  |

### Doppio

#### Vittorie (1)
| Numero | Anno             | Torneo                                                            | Superficie | Compagna       | Avversarie in finale          | Punteggio |
| 1.     | 22 febbraio 2003 | Kroger St. Jude International and the Cellular South Cup, Memphis | Cemento    | Akiko Morigami | Alina Židkova Bryanne Stewart | 6-1, 6-1  |

### Risultati in progressione
| Sigla | Risultato               |
| ----- | ----------------------- |
| V     | Vincitore               |
| F     | Finalista               |
| SF    | Semifinalista           |
| O     | Oro olimpico            |
| A     | Argento olimpico        |
| SF    | Bronzo olimpico         |
| QF    | Quarti di Finale        |
| 4T    | Quarto turno            |
| 3T    | Terzo turno             |
| 2T    | Secondo turno           |
| 1T    | Primo turno             |
| RR    | Round Robin             |
| LQ    | Turno di qualificazione |
| A     | Assente                 |
| ND    | Non disputato           |

| Legenda superfici    |
| -------------------- |
| Cemento              |
| Terra battuta        |
| Erba                 |
| Superficie variabile |

#### Singolare nei tornei del Grande Slam
| Torneo          | 2002 | 2003 | 2004 | 2005 | 2006 |
| --------------- | ---- | ---- | ---- | ---- | ---- |
| Australian Open | 1T   | A    | 3T   | 1T   | 1T   |
| Open di Francia | 1T   | 1T   | 1T   | A    | A    |
| Wimbledon       | 2T   | 1T   | 2T   | 1T   | A    |
| US Open         | 1T   | 3T   | 1T   | A    | A    |

#### Doppio nei tornei del Grande Slam
| Torneo          | 2003 | 2004 | 2005 |
| --------------- | ---- | ---- | ---- |
| Australian Open | A    | 2T   | A    |
| Open di Francia | A    | A    | A    |
| Wimbledon       | 1T   | A    | 1T   |
| US Open         | 1T   | A    | A    |

#### Doppio misto nei tornei del Grande Slam
Nessuna partecipazione

## Vittorie contro giocatrici Top 10
| Stagione | 2004 | Totale |
| Vittorie | 1    | 1      |

| #    | Giocatrice  | Ranking | Evento                     | Superficie | Turno | Punteggio | Rank. SOR |
| ---- | ----------- | ------- | -------------------------- | ---------- | ----- | --------- | --------- |
| 2004 |             |         |                            |            |       |           |           |
| 1.   | Ai Sugiyama | 9       | Australian Open, Melbourne | Cemento    | 2T    | 6-4, 6-4  | 55        |